# Kamil Mazek
Kamil Mazek (* 22. Juli 1994 in Warschau) ist ein polnischer Fußballspieler und aktuell beim polnischen Erstligisten Zagłębie Lubin unter Vertrag.

## Karriere

### Verein
Mazek kam über die Jugendabteilung des polnischen Traditionsvereins Legia Warschau zum Seniorenbereich und sammelte, nach insgesamt zwei Leihen zum polnischen Zweitligisten Dolcan Ząbki Spielerfahrung im Profibereich. In der Winterpause der Saison 2014/15 wechselte Mazek zum Erstligisten Ruch Chorzów in die Ekstraklasa. Seinen ersten Ligaeinsatz für Chorzów hatte Mazek am 1. Spieltag der Saison 2015/16, als er 78. Spielminute bei der 0:2-Niederlage seines Teams gegen Górnik Łęczna eingewechselt wurde. Seinen ersten Treffer für Ruch Chorzow erzielte Mazek am 21. Spieltag im Auswärtsspiel gegen Termalica Bruk-Bet Nieciecza zum spielentscheidenden 1:0-Endstand.
Seit Juli 2017 spielt Mazek für Zagłębie Lubin. Er ist besonders für seine Schnelligkeit bekannt. Am 28. Februar 2019 verlieh ihn der Verein bis zum Saisonende an Zweitligist OKS Stomil Olsztyn.

### Nationalmannschaft
Mazek wurde 2015 zum ersten Mal für die polnische U-21 Nationalmannschaft berufen und debütierte am 8. September 2015 in der Arena Kielc im Rahmen eines Freundschaftsspiels gegen Schweden.